# イルメラ・日地谷・キルシュネライト
イルメラ・日地谷・キルシュネライト（イルメラ・ヒジヤ・キルシュネライト、Irmela Hijiya=Kirschnereit、1948年 - ）はドイツ人日本文学研究者。ベルリン自由大学フリードリヒ・シュレーゲル文学研究大学院長。ゴットフリート・ヴィルヘルム・ライプニッツ賞受賞。ドイツ連邦共和国功労勲章受章。

## 経歴
ドイツ生まれ。ハンブルク大学卒業後、1975年ボーフム大学で文学博士号取得。一橋大学社会学部助教授、トリーア大学日本学科教授を経て、1991年からベルリン自由大学日本学科教授。ベルリン自由大学フリードリヒ・シュレーゲル文学研究大学院長、ドイツ日本研究所所長、ヨーロッパ日本研究協会会長を歴任。ベルリン・ブランデンブルク学士院会員、ヨーロッパ学士院会員会員。1992年ゴットフリート・ヴィルヘルム・ライプニッツ賞受賞。1995年ドイツ連邦功労十字賞受賞。2001年オイゲン・ウント・イルゼ・ザイボルト賞受賞。2021年国際交流基金賞受賞
。

## 栄典
- 1995年：ドイツ連邦功労十字賞受賞。
- 2011年：日本国旭日中綬章受章[2]。

## 著書
- Selbstentblößungsrituale: Zur Theorie und Geschichte der autobiographischen Gattung Shishosetsu in der modernen japanischen Literatur, Otto Harrowitz, Wiesbaden 1981. (2nd.rev.ed.2005)
- Das Ende der Exotik Suhrkamp, Frankfurt am Main, 1988
- Was heißt: Japanische Literatur verstehen?  Suhrkamp, Frankfurt am Main, 1990
- Rituals of self-revelation: Shishosetsu as literary genre and socio-cultural phenomenonHarvard Univ. Press, Cambridge, Massachusetts.   1996 (tr. of 1981)
- Überwindung der Moderne? Suhrkamp, Frankfurt am Main, 1996.
- Kulturbeziehungen zwischen Japan und dem Westen seit 1853   Iudicium, Munich,1999
- Forschen und Fördern im Zeichen des Ginkgo    Iudicium, Munich, 1999
- Canon and identity  DIJ, Berlin, 2000
- Japanische Gegenwartsliteratur, Ed. Text und Kritik, Munich, 2000
- Japan , Insel, Frankfurt am Main, 2000 .
- Eine gewisse Farbe der Fremdheit , Iudicium, Munich, 2001
- Selbstentblößungsrituale zur Theorie und Geschichte der autobiographischen Gattung ”Shishosetsu” in der modernen japanischen Literatur, 2nd ed. Iudicium Munich, 2005

日本語版
- 『私小説　自己暴露の儀式』 三島憲一ほか訳、平凡社、1992年
- 編『MISHIMA！　三島由紀夫の知的ルーツと国際的インパクト』 昭和堂、2010年12月
- 編『〈女流〉放談　昭和を生きた女性作家たち』 岩波書店、2018年12月